# Uitgenodigd
Uitgenodigd (oorspronkelijke Franse titel: L'Invitée) is een roman van de Franse schrijfster Simone de Beauvoir (1908 – 1986). “Uitgenodigd” was haar romandebuut en werd 
gepubliceerd in 1943 door Gallimard. Het is het verhaal van een driehoeksverhouding die uitloopt op een regelrechte ramp.

## Nederlandse vertalingen
De roman is twee keer in het Nederlands vertaald:
- De eerste vertaling is van L.P.J. Braat en werd uitgegeven bij C. de Boer jr. te Bussum (1964).[1]
- De tweede vertaling is van Greetje van den Bergh; uitg. Agathon, Weesp (1980).[2]

## Ontstaansgeschiedenis
In de jaren voorafgaand aan de Tweede Wereldoorlog vond in de open relatie tussen Simone de Beauvoir en Jean Paul Sartre een belangrijke ontwikkeling plaats. In 1932 ging Simone les geven aan het Lycée Jeanne d'Arc in Rouaan. Een van haar leerlingen was een Russisch meisje, Olga Kosakiewicz. Olga was zeventien toen ze De Beauvoir leerde kennen. Haar moeder was Française. Ze werkte als gouvernante bij een rijke familie in Rusland, en trouwde met een van de zoons. Olga was de oudste van hun twee dochters, en werd kort voor de revolutie van 1917 geboren. De tweede dochter, Wanda, werd in Frankrijk “in ballingschap” geboren. De familie woonde in Beuzeville. Olga ging naar het Lycée Jeanne d'Arc om er haar baccalaureaat (in filosofie) te behalen. Daarna moest ze medicijnen gaan studeren. Ze slaagde er niet in het toelatingsexamen te halen, en De Beauvoir en Sartre besloten haar op sleeptouw te nemen. Toen De Beauvoir in 1936 terugkeerde naar Parijs ging Olga daar ook wonen.
De driehoeksverhouding die zich ontwikkelt tussen De Beauvoir, Olga en Sartre ging het onderwerp vormen van de roman waar De Beauvoir vanaf ca. 1938 aan werkte. Voor die tijd was ze bezig geweest met een verhalenbundel, die pas vele jaren later uitgegeven zou worden onder de titel Met kramp in de ziel. De eerste honderd pagina's van de oorspronkelijke versie van L'Invitée, die de kinderjaren van de (vrouwelijke) hoofdpersoon behandelden, werden door haar uitgever (en door Sartre) niet gewaardeerd. Daarom besloot ze het verleden van haar hoofdfiguur en haar ontmoeting met de mannelijke hoofdpersoon “en de acht jaar die hun relatie had geduurd als bekend te veronderstellen en liet (ze) het verhaal nu beginnen op het ogenblik dat een vreemde hun leven binnenkwam”.
Wanneer men de beschrijving leest van de relatie die zich ontwikkelt tussen De Beauvoir en Olga, en vervolgens tussen Olga en Sartre, zijn de overeenkomsten met de roman treffend, met dien verstande dat vanaf een bepaald moment ook Olga's jongere zuster Wanda in het 'familie'-netwerk belandt. Het was voor Simone de Beauvoir een heftige en pijnlijke ervaring. Ze trachtte uit de ban ervan te geraken door in de roman, die ze eerst Wettige zelfverdediging had willen noemen, Olga te doden.

## Tijd, plaats, personages
Het verhaal speelt zich af in Parijs aan de vooravond van de Tweede Wereldoorlog. In de laatste hoofdstukken voltrekt zich de algehele mobilisatie. Alle mannen vertrekken naar het front. Door het hele boek is de dreiging van de naderende oorlog voelbaar.
De belangrijkste personages in Uitgenodigd zijn:
- Françoise Miquel, schrijfster - de hoofdpersoon.
- Pierre Labrousse, toneelspeler, -schrijver en -regisseur.

Françoise (F) en Pierre (P) zijn dertigers, die in Parijs wonen en al jarenlang samen een relatie hebben. P is in het begin van het boek bezig met het op de planken brengen van “Julius Caesar”. F helpt met het schrijven van het script.
- Xavière Pagès (X) is een jong meisje dat de twee ontmoet hebben. Ze komt uit Rouaan. F en P nodigen haar uit om in Parijs te komen wonen.
- Elisabeth (E), de zuster van Pierre, en de maîtresse van Claude Battier. Ze schildert.
- Gerbert (G) is een knul van twintig die voor Pierre werkt als assistent-regisseur.

## Sleutelroman
Uitgenodigd is een typische sleutelroman, met duidelijk autobiografische trekken. De hoofdpersoon Françoise Miquel staat voor Simone de Beauvoir zelf (Françoise was de naam van haar moeder). Pierre Labrousse is Jean Paul Sartre. De twee hebben een 'open relatie'. Xavière Pagès is Olga Kosakiewicz, aan wie het boek is opgedragen. Het meest sympathieke personage is Gerbert. “Met zijn groene ogen en zijn zachte zwarte haarlok die over zijn ogen valt, lijkt Gerbert tot in alle details op Jacques-Laurent Bost.
Net als De Beauvoir en Sartre zelf wonen de hoofdpersonen in hotels.
Bij sommige personages wordt soms ook naar andere personen verwezen. Aanvankelijk had De Beauvoir het personage Xavière nog helemaal gemodelleerd op Olga. In de loop der jaren kreeg Xavière een aantal trekjes van Wanda (Olga's jongere zuster). De Beauvoir vertelde haar biograaf Deirdre Bair: 'te veel mensen zagen het meisje in de roman aan voor de echte vrouw. Het ontging hen volledig dat de meest onaangename aspecten van Xavière ontleend waren aan mijn nauwe omgang met Wanda. Alleen de goede dingen waren op Olga gebaseerd, en op mijn ware gevoelens voor haar'.
Het motto van het boek is een uitspraak van Hegel: “Ieder geweten zoekt de dood van het andere”

ofwel (in een andere vertaling): “Elk bewustzijn is uit op de dood van het andere bewustzijn”

ofwel: “Elk bewustzijn zoekt de dood van de ander”.
De opzet van De Beauvoir was een roman te schrijven over de gecompliceerde relaties tussen vier mensen: Sartre, zijzelf, Bost en Olga. “Ze wilde een roman schrijven over vrijheid, liefde, vriendschap en jaloezie”. In 'Uitgenodigd' onthulde De Beauvoir dat ze een affaire met Bost had. Niemand beter dan Olga wist hoe dicht de roman de waarheid benaderde; toch zouden De Beauvoir en Bost altijd volhouden dat de romance tussen Françoise en Gerbert een verzinsel was.
Het enige punt waar de roman sterk afwijkt van de realiteit is het slot. De moord die F begaat “is psychologisch zo weinig overtuigend dat hij de hele roman ondergraaft. Wel blijkt hieruit hoe belangrijk het voor De Beauvoir was om met haar rivale af te rekenen.”
Toen de roman verscheen, midden in de oorlog, werd de kiem van de legende over Sartre en De Beauvoir gelegd. Er verschenen niet veel recensies, maar er werd veel gekletst over de roman. De reacties waren tweeërlei. Sommigen vonden het boek immoreel en exhibitionistisch; anderen vonden het een moedig boek. De eerste druk, van augustus 1943, verscheen in een oplage van 22.000 exemplaren – in een tijd van papierschaarste. Vanaf het moment van verschijnen was Simone de Beauvoir een bekend schrijfster.

## Samenvatting

### Deel I
1.

Françoise en Gerbert werken 's nachts in het theater aan het script van een toneelstuk. F is een beetje verliefd op de jonge G.
2. 

F en Xavière kijken in een Moors café naar een buikdanseres. F probeert X er toe te bewegen in Parijs te blijven. 

F zoekt Pierre op in het theater. Ze bespreekt met hem dat ze X op hun kosten in Parijs wil laten wonen. 

F ontmoet Elisabeth in het café de Dôme. Ze bespreken de moeizame relatie van E met haar minnaar, Claude (en diens echtgenote Suzanne). X voegt zich bij hen. Gezamenlijk gaan ze naar een jazz-club, de Prairie. Als E allang weer vertrokken is blijft X dansen. X wil wel in Parijs blijven, maar een baantje zoeken lijkt haar niets. Toch laat ze zich uiteindelijk overtuigen. F is tevreden.
“- Mijn kleine Xavière, fluisterde Françoise; Xavière keek haar aan met glinsterende ogen en half geopende lippen; als wegsmeltend, vol overgave, had zij zich geheel en al uitgeleverd. Voortaan zou het Françoise zijn die haar door het leven zou voeren.
- Ik zal haar gelukkig maken, besloot ze vol overtuiging bij zichzelf”(p. 33).
3. 

Enige tijd verder woont X in hetzelfde hotel waar ook F woont. In alle opzichten blijkt X een meisje met een gebruiksaanwijzing. Ze doet eigenlijk de hele dag niets, maar dat doet ze met volledige overgave. F heeft inmiddels ontdekt dat ze voor weinig zaken belangstelling heeft: “je kon verleidelijke bioscoopprogramma's noemen, een concert, een wandeling, ze bleef halsstarrig thuis. Het was een soort hersenschim die Françoise op die ochtend in het café van Montparnasse opgeroepen had, toen zij gedacht had de hand te leggen op een waardevolle buit. De aanwezigheid van Xavière had haar niets nieuws opgeleverd” (p. 35). 

F en X wonen een repetitie bij van het toneelstuk dat P binnenkort op de planken brengt, Julius Caesar. E en G zijn natuurlijk ook van de partij. 

Na afloop van de repetitie gaan F, X en P naar de Pôle Nord, om rustig een glaasje te drinken. P heeft veel belangstelling voor X en behandelt haar niet als een klein en onbelangrijk meisje. F krijgt wat moeite met de verlangens, jaloersheden en minachting van X. Voordat ze 's nachts in slaap valt voelt ze bijna een vijandigheid tegenover haar. “Maar er was niets aan te doen, geen enkele uitwijkmogelijkheid. Xavière bestond.” (p. 61)
4.

E bereidt zich voor om naar de generale repetitie van Julius Caesar te gaan in het Tréteaux theater. Daarna heeft ze een afspraak met Claude. Ze heeft zich voorgenomen hem de waarheid te zeggen. Ze wil hun relatie drastisch veranderen, nu Claude zijn Suzanne niet voor haar in de steek wil laten. Ze ontmoeten elkaar in de Pôle Nord, waar F, X en P ook nog even binnen vallen. E maakt aan Claude duidelijk dat ze met een ander naar bed is geweest en dat ze niet met hem verder wil. Claude brengt haar naar huis, maar vertrekt. De volgende ochtend komt haar nieuwe vlam, Guimiot haar opzoeken. Gelaten onderwerpt ze zich aan zijn liefdesbetuigingen.
5.

F en P drinken koffie met G. Het gesprek gaat over het succes van Julius Caesar en over de oorlogsdreiging. Nadat G vertrokken is wachten F en P op X om gedrieën naar een vernissage te gaan bij tante Christine, een tante van F. X komt, ondanks de afspraak, niet opdagen. Als F en P zich naar haar hotelkamer begeven worden ze aangesproken door de eigenares. Die heeft genoeg van de rommel die X op haar kamer maakt. Bovendien ergert ze zich eraan dat X de hele nacht haar licht laat branden. Toen ze dat tegen X had gezegd, heeft die geantwoord dat ze haar koffers ging pakken. X blijkt in alle staten. Ze gaan naar de Dôme. Daar blijkt weer eens goed hoe afschuwelijk X zich gedraagt als ze het op haar heupen heeft. Ook blijkt dat X aan G heeft verteld dat ze vrijdag met F en P is uit geweest. En dat terwijl ze haar gevraagd hadden om hem dat niet te vertellen! P zal van goeden huize moeten komen als ie dat tegenover G wil verklaren. Hij belt hem meteen op, maar krijgt hem niet te spreken en gaat een luchtje scheppen. Ondertussen redetwisten X en F verder. Als P terugkomt probeert hij X aan het praten te krijgen. Waarom heeft ze het aan Gerben verteld? F verbaast zich over de op tederheid lijkende nieuwsgierigheid van P. Het effect op X is ook niet mis. Ze wordt totaal wanhopig. Pas als P haar voorstelt om aan het toneel te gaan begint ze weer een beetje te ontdooien. P kan haar lessen geven, als ze dat wil. 

's Avonds, als F weer op haar kamer is, blijven de onaangename gedachten en gevoelens door haar hoofd spoken. Als P arriveert verdwijnen die niet. Zeker niet als P constateert dat X erg op hem gesteld lijkt te zijn en jaloers is op F. F concludeert dat X zich blijkbaar aan P het liefste geeft. “Welnu! Het was uitstekend zo; dat bevrijdde haar van die hele historie die op haar begon te drukken. Pierre had zich Xavière al veel meer toegeëigend dan Françoise het ooit had willen doen; ze liet haar verder aan hem over. Voortaan behoorde Xavière aan Pierre toe.” (p. 107)
6. 

Enige tijd later. F gaat met G naar de vlooienmarkt. Ze praten over de relatie tussen P en X. Diep in haar hart voelt F een sterke onrust woelen. 

Later heeft F een ontmoeting met P in het theater. Hij vertelt van zijn ontmoeting met X eerder op de dag. Ze hebben eerst geruzied. Maar uiteindelijk hebben ze vrede gesloten en thee gedronken op de kamer van X. 

Als F in haar hotel terugkomt gaat ze bij X langs. Die ontvangt haar met sandwiches en kaviaar. F merkt dat X zich nog niet echt verzoend heeft met P. En zelf blijft ze ook met een naar gevoel achter: “(...) het was niet mogelijk zich te geven aan die vriendschap; onmiddellijk kreeg je een valse smaak in je mond, een smaak van metaalvijlsel.” (p. 129)
7. 

Zes weken na de generale repetitie. Een souper in het theater met bekenden uit de wereld van de kunsten. F ontdekt hoe verschrikkelijk afhankelijk P is van de buien van X. Ze meent dat hij voor X veel meer aandacht heeft dan voor haar. Ze probeert het aan P uit te leggen. Die legt haar uit dat hij nog steeds evenveel van haar houdt en suggereert dat het misschien maar beter is een eind te maken aan de relatie met X.
8. 

X speelt op haar kamer een monoloog voor aan F. Die probeert haar zover te krijgen dat ze hem ook voor P zal voorspelen. Uiteindelijk belooft ze dat. Als P verschijnt, probeert X haar presentatie eerst uit te stellen. F gaat naar haar eigen kamer. Enige tijd later kloppen P en X bij haar aan om haar te vragen of ze het goed vindt dat ze de les vervangen door een wandeling in de sneeuw. F doet alsof ze het prima vindt, maar ze voelt zich beroerd en uitgeput. Ze besluit ook naar buiten te gaan en neemt de bus naar Montmartre. Ze voelt zich ziek worden en besluit terug naar huis te gaan. 

F blijkt ernstig ziek te zijn. Ze moet worden opgenomen met een longontsteking.
Als ze nog in het ziekenhuis ligt om te herstellen ontdekken P en X dat ze van elkaar houden. Enthousiast komen ze bij F. P vertelt over de “ontdekking”. X wordt in de loop van zijn verhaal erg nerveus en vlucht naar buiten. Als ze 's avonds bij F terugkomt, nadat P vertrokken is, verklaren ook F en X elkaar de liefde.

### Deel II
1. 

F, P en X gaan op bezoek bij Elisabeth.
2. 

Daarna gaan ze gedrieën naar de Dôme. In dat café brengen ze de nacht door. De volgende dag – het is een zaterdag - gaan ze ook weer met z'n drieën op stap. Een onaangename onrust maakt zich van F meester. Ze heeft het gevoel dat X haar haat en ze merkt dat P alleen aandacht heeft voor X. Later op de dag gaan F en X samen op stap. Ze dansen en hebben een heerlijke tijd. Als ze afscheid nemen omhelzen ze elkaar teder.
3. 

G gaat uit eten met F en P. 

Later op de dag komt E een portret van G maken. Ze maakt hem duidelijk dat X voor hem voelt en dat ie maar eens een kansje moet wagen. Nog dezelfde avond gaan X en G samen op stap. G koopt een rode roos voor X.
4. 

X en G blijken de hele nacht aan de zwier te zijn geweest. P is jaloers. Als F, X en P de volgende dag met Paule Berger een bezoek brengen aan een Spaans danshuis mokt P en brengt X zichzelf een brandwond toe met haar sigaret. Als Paule alweer vertrokken is raken Pierre en X aan de praat als een stel verliefden. F raakt zeer terneergeslagen.
5. 

F zoekt P op in het theater. P vertelt dat hij met X heeft gesproken over haar jaloezie ten opzichte van F. Dat heeft veel losgemaakt bij X. Ze was verbaasd en woedend. Maar uiteindelijk heeft X P uitgenodigd om thee te drinken op haar kamer en heeft ze zijn kussen beantwoord. Nadat F en P oude foto's hebben bekeken, maken ze een lange wandeling. Als ze bij het hotel van F komen ziet P dat er licht brandt bij X. Ze horen stemmen. P gaat een paar keer luisteren aan de deur van de kamer van X. Hij kijkt door het sleutelgat en ziet dat X en G in elkaars armen liggen. 

De volgende ochtend vinden ze een briefje op de deur van X waarin ze zegt dat ze van zichzelf walgt en uit het raam wil springen. F klopt bij X aan, maar ze wordt niet binnengelaten. F en P gaan naar de Dôme. Daar belt F met G om hem te vragen of hij langs wil komen. Ze tonen hem het briefje van X. G vertelt dat hij met X naar bed is geweest en dat ze hem daarna de deur uit heeft gegooid. F gaat terug naar het hotel en wordt nu wel door X binnengelaten. F probeert haar te laten vertellen wat er is gebeurd. Maar ze vertelt alleen dat ze ruzie heeft gemaakt met G en hem de deur heeft uitgezet en dat ze zich daarna bedronken heeft. F is hevig teleurgesteld. En tot overmaat van ramp zegt X ook nog haar afspraak met P af.
6. 

Drie dagen later: X blijft P nog steeds ontlopen. F heeft een afspraak met X in de Deux Magots. P vraagt haar om nog eens uitdrukkelijk te vragen of X hem wil ontmoeten. Als X dat weigert, en F belt dat door naar P, verschijnt hij zelf in het café. Er ontspint zich een heftige discussie. P maakt duidelijk dat hij door het sleutelgat heeft gezien hoe X en G elkaar beminden.
7. 

Terwijl er geen contact meer is tussen X en P blijft F, tegen haar gevoelens in, intensief met X optrekken. Ze dringt er bij P op aan dat hij zich verzoent met X. Uiteindelijk stemt P in. Hij zoekt X op en legt hun ruzie bij.
8. 

F gaat op vakantie met G. Ze wandelen door de bergen. Op een avond slapen ze beiden in een hooiberg, en bedrijven de liefde.
F brengt P op de hoogte. Die heeft zich inmiddels weer uit de relatie met X teruggetrokken. F noch G vertellen X over hun relatie.
9. 

F en P zijn met E op vakantie buiten de stad. Het zijn de laatste dagen voor het uitbreken van de Tweede Wereldoorlog. P is opgeroepen en moet zich binnen enkele dagen bij de kazerne in Nancy melden. De laatste dag van hun vakantie is aangebroken. F en P staan op het punt terug te keren naar Parijs.
E treurt erom dat ze niet in staat (is geweest) om P te vertellen hoeveel ze van hem houdt. 

In Parijs aangekomen maakt P zich klaar om te vertrekken. F brengt hem naar het station. Op de terugweg gaat ze binnen in de Dôme. Daar ontmoet ze X en G. G is natuurlijk ook onder de wapenen geroepen en moet naar Versailles.
10. 

F is op bezoek in het appartement van X. De conversatie verloopt stroef. F bedenkt: “Je zou nooit iets tegen X moeten zeggen. Alles wat je tegen haar zei, keerde zich meteen tegen je.” (p. 361/2). F krijgt een berichtje van G, dat hij in Parijs is, en in café Rey op haar wacht. Ze wil er meteen op af en vertelt X dat ze gaat bridgen bij haar moeder. F en G zwerven door de stad en praten. F hoort G uit over wat X hem vertelt heeft over haar en P. Naar G toe heeft X het voorgedaan, alsof zij degene was, die een einde heeft gemaakt aan de relatie met P, om F te sparen. “- Het kleine kreng! (…) Ten slotte houdt Pierre dus hartstochtelijk van haar, en zij wijst die liefde af om mij te ontzien, omdat ik opgevreten wordt door jaloersheid.” (p. 366)

Als F terug is bij X spreekt ze haar aan op haar vreemde opvattingen over P. Als X haar vraagt hoe ze dat toch weet, antwoord F dat hij er in een brief over heeft gesproken. 

“- Ah! Hij heeft het over mij in zijn brieven ? zei zij.

– Soms, zei F; haar hand klemde zich rondom het zwart leren tasje. De brieven op de knieën van X smijten. Vol verachting en woede, zou X zelf haar nederlaag bekennen; er was geen overwinning mogelijk zonder haar bekentenis. F zou weer alleen, oppermachtig, voor altijd bevrijd zijn.

X dook dieper in haar leunstoel, ze voelde een rilling.

– Ik vind het vreselijk te bedenken dat er over mij gesproken wordt, zei zij. Ze was helemaal op zichzelf teruggetrokken met een ietwat verwilderde blik. F voelde zich opeens erg vermoeid. De arrogante heldin die zij zo hartstochtelijk gewenst had te overwinnen was nergens meer, er bleef een arm opgejaagd slachtoffer over waarop je je niet meer wreken kon.

Ze stond op.

– Ik ga slapen, zei ze. Tot morgen. – Vergeet niet de gaskraan te sluiten.

– Goedenacht, zei X zonder op te kijken.” (p. 370)

F gaat naar haar kamer en bergt de brieven van P in haar secretaire. Ze doet de secretaire op slot en bergt het sleuteltje in haar tas.

De volgende dag merkt F dat het sleuteltje van haar secretaire niet meer in haar tas zit. Ze rent naar huis, en ontdekt dat alle brieven van P, maar ook die van G door de kamer liggen. X heeft haar geheim ontdekt! Ze gaat naar de kamer van X en bonst op de deur. X doet na enig aandringen open.
Pogingen van F om X tot rede te brengen mislukken. X stuurt F weg. 

“- Ga weg, in godsnaam, zei X.

– Ik ga al, zei F.

Ze ging de gang door, ze wankelde als een blinde, tranen brandden in haar ogen: 'Ik ben jaloers op haar geweest. Ik heb haar G afgenomen'. De tranen brandden, de woorden brandden als gloeiend ijzer.” (p. 373)

F. is alleen met haar wanhoop. 

“Opeens daalde een grote kalmte in F. De tijd was stil gaan staan. F bevond zich alleen onder een ijzige hemel. Het was zo'n plechtige en definitieve stilte dat hij op de dood geleek.

Zij of ik. Ik zal het zijn.” (p. 374)

Ze hoort water in de badkamer lopen. Daarna hoort ze X teruggaan naar haar kamer. F loopt naar de keuken en sluit de hoofdkraan van het gas. Dan klopt ze op de kamer van X. Ze probeert X nog
eenmaal tot rede brengen. Als dat niet lukt draait ze, zonder dat X het merkt, het kraantje van het gaskomfoor open en vertrekt. 

“- Adieu, herhaalde ze.

– En kom niet terug, zei X met een woedende stem.

F hoorde dat zij uit haar bed sprong en de deur achter haar op slot deed. De baan licht die onder de deur zichtbaar was verdween.” (p. 375)

Na enige tijd gaat ze naar de keuken en opent de gaskraan. Dan kruipt ze in bed en bedenkt dat X morgenochtend dood zal zijn; dat het zal lijken op zelfmoord; dat niemand het zal weten, maar dat ze eindelijk gekozen heeft, voor zichzelf.

## Voetnoten
1. ↑  De vijfde druk is van 1972
2. ↑  De 17e druk is van 1987
3. ↑  Franse titel: Quand prime le spirituel (Ed. Gallimard, Parijs 1979). Ned. vert. Jeanne Holierhoek; Uitg. Goossens, Tricht; 1e dr. 1981, 11e dr. 1991
4. ↑  De Beauvoir 1986, p. 337 / 8
5. ↑  zie: Bair 1990, p. 210 – 240 en Francis & Gontier 1990, p. 131 – 147
6. ↑  Francis & Gontier 1990, p. 142
7. ↑  Rowley 2006, p. 145
8. 1 2  Rowley 2006, p. 95
9. ↑  Bair 1990, p. 263; zie ook Rowley 2006, p. 135
10. ↑  Volgens de vertaling van L.P.J. Braat; uitg. C. de Boer jr., Bussum (1964; 5e dr. 1972)
11. ↑  Volgens de vertaling van Greetje van den Bergh; uitg. Agathon, Weesp (1980; 17e dr. 1987)
12. ↑  Rowley 2006, p. 96
13. ↑  Rowley 2006, p. 76
14. ↑  Rowley 2006, p. 145
15. ↑  Francis & Gontier 1990, p. 191
16. ↑  De paginanummers verwijzen naar de Nederlandse vertaling door L.P.J. Braat; uitg. C. de Boer jr., Bussum (1964; 5e dr. 1972)